# Playmanía
PlayManía fue una revista independiente de videojuegos, de tirada nacional y publicación mensual, dedicada a abordar la actualidad de las consolas de Sony. Fue fundada en febrero de 1999 dentro de la editorial español HobbyPress que posteriormente fue comprada por el grupo alemán Axel Springer. En sus orígenes solo trataba lanzamientos de la única consola existente de la marca: PlayStation. A partir de ahí, con el paso de los años ha ido cubriendo todas y cada una de las consolas de Sony, ofreciendo novedades, críticas y reportajes de videojuegos de PlayStation 2, PlayStation Portable , PlayStation 3, PlayStation Vita, PlayStation 4 y PlayStation 5.
Desde su fundación hasta 2017, la directora de la revista fue Sonia Herranz. Alberto Lloret fue su redactor jefe y en el equipo de redacción de esos primeros años estuvieron otros periodistas como Daniel Acal, David Fraile o Rubén Guzmán. Su difusión, entre octubre de 2009 y septiembre de 2010 era de 34.508 ejemplares, con una audiencia acumulada en 2010 de 276.000 lectores, situándola como la revista de videojuegos líder de ventas en España. Uno de los aspectos que más éxito tienen entre los lectores es su sección trucos, llegando incluso a ofrecer un suplemento cada mes con pequeñas guías para los usuarios que tenían el mismo formato que los libretos de instrucciones, con la idea de que se pudieran meter dentro de la caja del juego.
El número más vendido de la historia de la revista fue el #71 (noviembre de 2004), que contó con la primera entrega de la guía de GTA San Andreas. Se vendieron 165.000 ejemplares y por primera y única vez en la historia de la revista, se hizo una segunda edición.
En 2006, el éxito de PlayManía, atrajo la atención de la editorial italiana Edizioni Master. A día de hoy se sigue publicando en Italia con el nombre de PlayGeneration (por problemas de licencia).
El 16 de abril de 2007, esta revista cumplió 100 números, una cifra considerable.
El 15 de junio de 2015, PlayManía lanzó a la venta un número especial con un suplemento de 20 pósteres, por el motivo de sus 200 números. En este número, la revista repasa sus 15 años de historia con una retrospectiva de cada año de su historia.
En diciembre de 2017, la revista PlayManía es comprada por la editorial Grupo V. En esta nueva etapa Daniel Acal es el director de la revista, manteniendo a gran parte del equipo en esos años (como Borja Abadíe, Miguel Ángel Sánchez o Sergio Martín) aunque se incorporaron algunos nuevos colaboradores y se crearon nuevas secciones, como una página dedicada a los coleccionistas; y se adaptó para tener el mismo tamaño que la revista Hobby Consolas.
El 19 de diciembre de 2022 PlayManía anuncia que el #289 será su último número y se despide de sus lectores tras casi 23 años de publicaciones a través de su cuenta oficial de Twitter. A comienzos de 2025, Grupo V y buena parte del equipo de redacción de PlayManía vuelven a reunirse para lanzar un número especial con motivo del 30 aniversario de PlayStation.